# Cuculus clamosus
Cuculus clamosus là một loài chim trong họ Cuculidae.